# Pliezhausen
Pliezhausen is een gemeente en plaats in de Duitse deelstaat Baden-Württemberg, en maakt deel uit van het Landkreis Reutlingen.
Pliezhausen telt 9.786 inwoners. De plaats ligt aan de Neckar.
Bad Urach ·
Dettingen an der Erms ·
Engstingen ·
Eningen unter Achalm ·
Gomadingen ·
Grabenstetten ·
Grafenberg ·
Hayingen ·
Hohenstein ·
Hülben ·
Lichtenstein ·
Mehrstetten ·
Metzingen ·
Münsingen ·
Pfronstetten ·
Pfullingen ·
Pliezhausen ·
Reutlingen ·
Riederich ·
Römerstein ·
St. Johann ·
Sonnenbühl ·
Trochtelfingen ·
Walddorfhäslach ·
Wannweil ·
Zwiefalten
Gutsbezirk Münsingen (gemeentevrij gebied)